# 長崎歷史文化博物館
32°45′10.2″N 129°52′46.2″E / 32.752833°N 129.879500°E

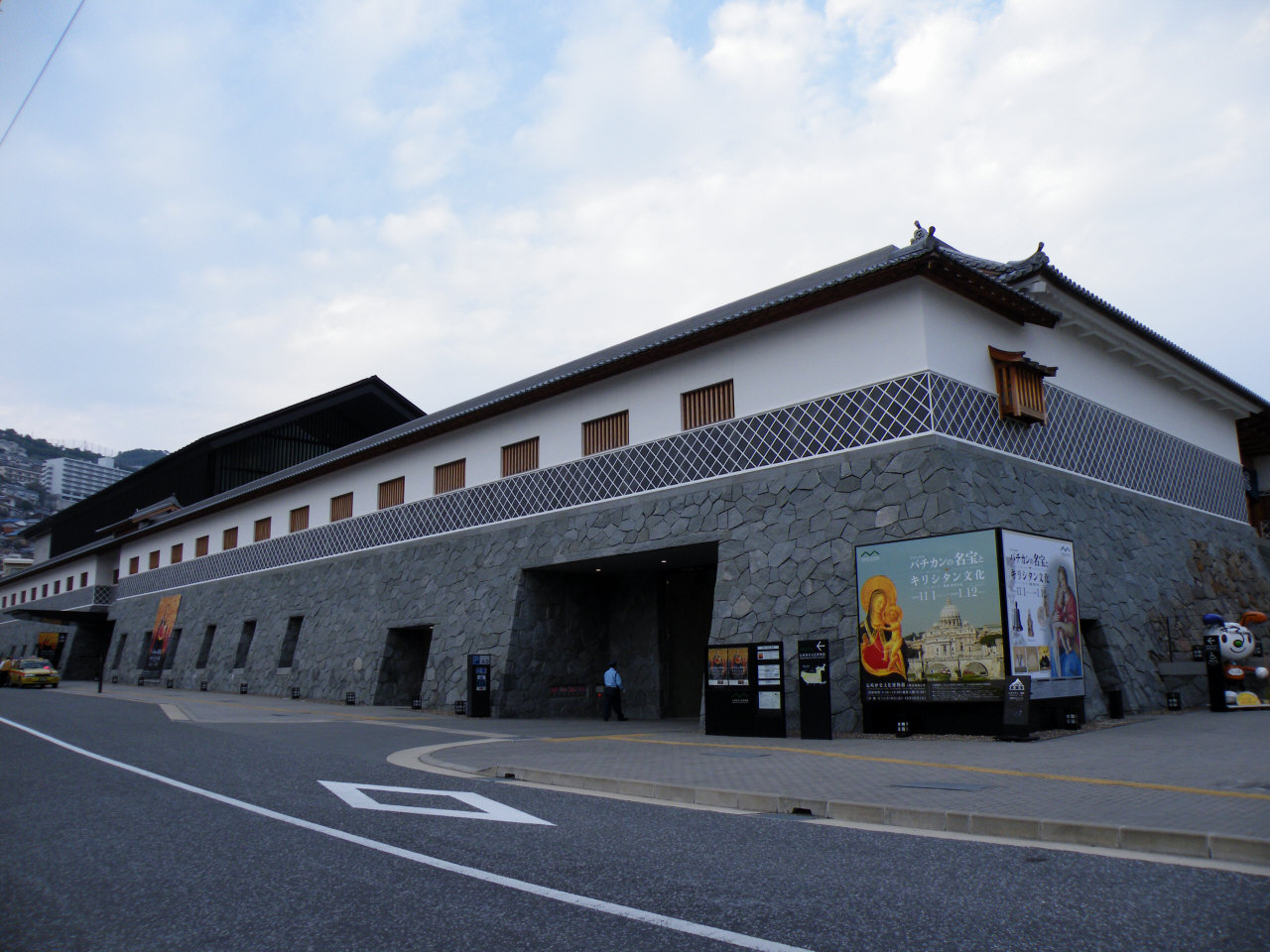
長崎歴史文化博物館外觀

長崎歷史文化博物館是位於日本長崎縣長崎市立山地區的博物館，於2005年11月開始營運，由長崎縣政府與長崎市政府共同經營。博物館的主題為「近代長崎的海外交流史」。
主要展覽項目包括：歷史文化展示室、長崎奉行所室、長崎歷史情報區、傳統工藝體驗工房、資料閱覽室。在長崎奉行所立山役所的「御白洲」固定會在週末進行20分鐘的短劇表演。
館內主要收藏品包括：
- 長崎奉行所相關資料
- 紙本著色泰西王侯圖
- 安政二年日蘭條約書（羊皮紙）
- 唐蘭館圖
- 南蠻人來朝之圖
- 上野彥馬（日语：上野彦馬）照相機

## 外部連結
- （日語） 長崎歴史文化博物館 （页面存档备份，存于）
- Virtual Collection of Masterpieces (VCM)